# Włodzimierz Potasiński
Włodzimierz Potasiński (31. juli 1956 – 10. april 2010) var en polsk officer, der var chef for Polens specialstyrker.
Han omkom under et flystyrt den 10. april 2010, sammen med bl.a. Polens præsident Lech Kaczyński.